# Notre-Dame-du-Touchet
Notre-Dame-du-Touchet è un comune francese di 668 abitanti situato nel dipartimento della Manica nella regione della Normandia.

## Società

### Evoluzione demografica
Abitanti censiti